# San Ignacio (Sinaloa)
San Ignacio is een plaats in de Mexicaanse deelstaat Sinaloa. San Ignacio heeft 4.591 inwoners (census 2005) en is de hoofdplaats van de gemeente San Ignacio.